# Questa è la mia mamma
Questa è la mia mamma (That's My Mommy) è un film del 1955 diretto da Joseph Barbera e William Hanna. È il novantasettesimo cortometraggio animato della serie Tom & Jerry, prodotto dalla Metro-Goldwyn-Mayer e uscito negli Stati Uniti il 19 novembre 1955. Prodotto in CinemaScope, fu il primo cortometraggio della serie la cui produzione venne assunta da Hanna e Barbera, in seguito al pensionamento di Fred Quimby.

## Trama
In un granaio, un uovo di anatra cade fuori dal suo nido e finisce sotto Tom, che sta dormendo all'esterno. Ne esce Quacker, che a causa dell'imprinting pensa che Tom sia sua madre. A quest'ultimo però interessa solo mangiarsi l'anatroccolo. Il gatto tenta quindi più volte di cucinare l'ingenuo Quacker, che tuttavia viene sempre salvato da Jerry. L'anatroccolo tuttavia non capisce le intenzioni della "madre" e, anche quando Jerry gli fa vedere la differenza tra anatra e gatto in un libro, lui si rifiuta di credergli e torna da Tom. Jerry lo segue, ma viene catturato e gettato in un pozzo da Tom. Mentre il gatto sta cuocendo del cibo in una pentola per preparare uno stufato d'anatra, Quacker si offre di aiutarlo. Leggendo la ricetta, però, l'anatroccolo si rende conto delle intenzioni di Tom e, rassegnato, si prepara a tuffarsi nella pentola. La coscienza di Tom ha però il sopravvento, e il gatto salva il "figlio", commosso. Quando Jerry esce dal pozzo vede Tom, che ha definitivamente adottato Quacker, guidarlo attraverso uno stagno, starnazzando insieme a lui, che in favore di telecamera dice: "Questa è la mia mamma".